# Levaré

Levaré este o comună în departamentul Mayenne, Franța. În 2009 avea o populație de 309 de locuitori.